# Border terrier
A border terrier[Nota], originária do Reino Unido, é uma raça cuja origem não é claramente conhecida. Sabe-se que foi encontrada no fim do século XVIII na fronteira entre a Inglaterra e a Escócia. Em decorrência de sua pouca popularidade, não passou pelos cruzamentos indiscriminados da moda, o que assegurou a manutenção de suas características físicas. Esta raça atinge os 7 kg, tem seus exemplares de pernas longas, que lhe garantem velocidade, o corpo compacto e robusto para caçar raposas em tocas, e a pelagem dura e densa, que os protege do frio e possui cinco variações de cores. Entre as peculiaridades físicas estão a destreza que seus longos membros lhe garantem para segurar objetos. Dito mais calmo que os terriers, o que o torna um bom cão de companhia, leal e inteligente tem seu adestramento classificado como de dificuldade mediana.
Os cães desta raça têm um temperamento difícil e são muito desconfiados podendo ser um pouco agressivos quando não conhecem as pessoas, no entanto, se forem ensinados desde pequenos tornam-se cães muito sociais, simpáticos e afetuosos.